# 島武史
島武史（しま たけし、1921年6月27日-2008年5月3日)は、日本の文筆家、商人史研究家。

## 生涯
神奈川県小田原市生まれ。本名・田島武。徴兵され出征。産経新聞記者を経て、フリーの執筆活動に入る。
ビジネス書などの執筆活動のほかに、商工団体などを対象に講演を行なった。日本著作権協議会会員。

## 著書
- 『江戸日本橋のれん物語』暁印書館　1975
- 『小田原歴史散歩 後北条氏五代百年の盛衰』創元社　1975
- 『近江商人物語』国書刊行会　1976
- 『横浜のれん物語 たべもの老舗30店』国書刊行会　1977
- 『生きている商人史 商いの知恵と風土』東洋経済新報社　1978
- 『おみくじの秘密』日本書籍　1979
- 『有隣堂七十年史』編　有隣堂　1979
- 『商人道 80年代に生きるあきんど』日本綜合教育機構　1980
- 『神奈川における老舗の商魂史話』暁印書館　1981
- 『日本商人道 日本的経営の精神』産業能率大学出版部　1981
- 『商人の時代』柏書房　1982
- 『家訓に学ぶ商人の成功学』柏書房　1983
- 『屋号・商標100選 CIのルーツをさぐる』日刊工業新聞社 1986
- 『豪商の舞台をゆく』商業界 まあきゅりいぶっくす　1989
- 『横山町丹波屋三百年史』丹波屋 1990
- 『高井作右衛門年代記 近江・日野商人の源流』高井 1992
- 『商人のふるさと紀行 神奈川県・静岡県』東明社 1993
- 『日本おみくじ紀行』日本経済新聞社 1995　のちちくま文庫
- 『日本おみくじ夢紀行』日本図書刊行会 1997
- 『現代ビジネスに活かす江戸商人の知恵』パテント社 1998
- 『戦国の名将北条早雲発掘 小田原・箱根・伊豆・三島・沼津をゆく』東洋経済新報社 1998
- 『かながわおもしろおみくじ散歩』神奈川新聞社 かもめ文庫 1999